# Monoterpene
I monoterpeni sono una classe di terpeni costituiti da due unità isopreniche, aventi formula bruta C10H16. I monoterpeni possono essere lineari (aciclici) o contenere anelli (ciclici). Quando i monoterpeni sono modificati con reazioni tali da portare alla formazione di gruppi funzionali contenenti atomi diversi dal carbonio, come gruppi idrossilici, carbonilici o contenenti azoto, vengono chiamati monoterpenoidi. Molti autori con il termine monoterpene indicano anche i vari monoterpenoidi.

## Monoterpeni aciclici
Anche se strutturalmente possono sembrare sintetizzati per polimerizzazione dell'isoprene, i monoterpeni sono biosintetizzati dagli organismi da gruppi acetilici dell'acetil-coenzima A (acetil-CoA) attraverso la via metabolica dell'HMG-CoA reduttasi. Intermedi nella biosintesi sono l'acido mevalonico ed i suoi esteri fosforici e pirofosforici, l'isopentenil pirofosfato (IPP) e il dimetilallil pirofosfato (DMAPP).
|  |  |

La reazione tra isopentenil pirofosfato (IPP) e dimetilallil pirofosfato (DMAPP) porta alla formazione del geranil pirofosfato

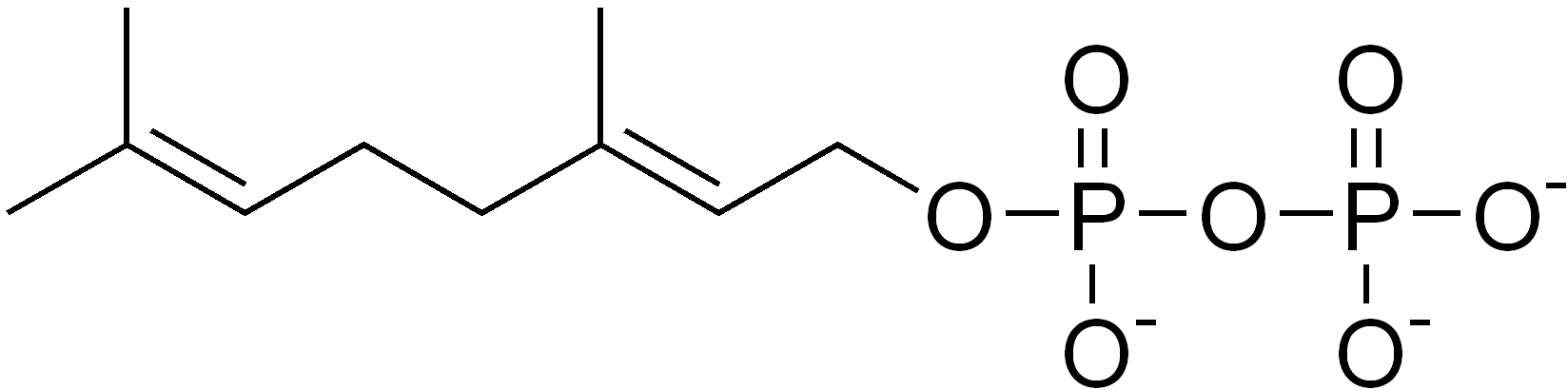
Geranil pirofosfato

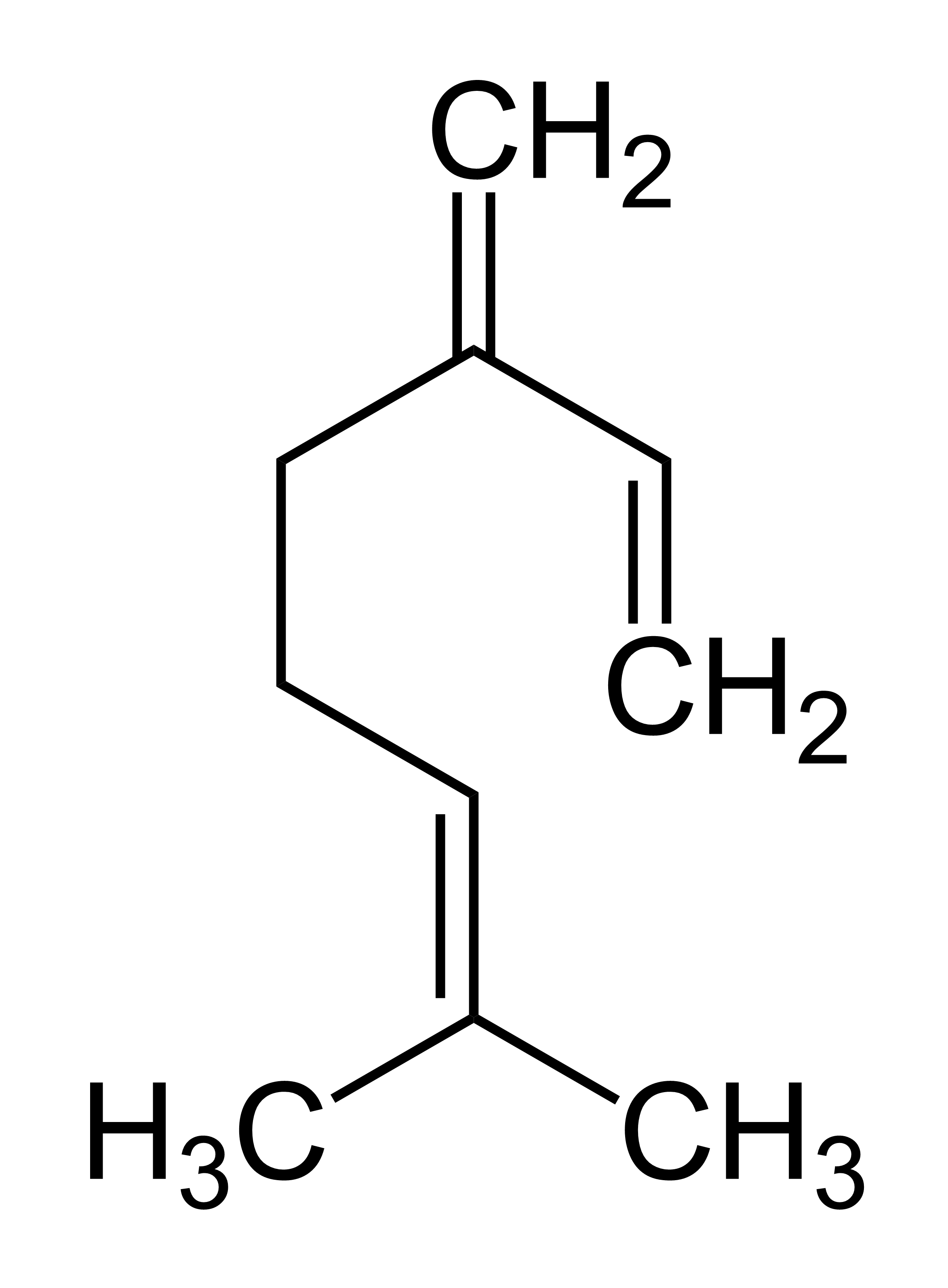
Mircene, un monoterpene

L'eliminazione del gruppo pirofosfato porta alla formazione dei monoterpeni aciclici come l'ocimene e il mircene.

## Monoterpeni monociclici
La misura dell'anello più comune nei monoterpeni è di sei membri. Un esempio classico è la biosintesi del limonene dal geranil pirofosfato, tramite ciclizzazione del neril-carbocatione o un suo equivalente. Il passaggio finale consiste nella perdita di un protone dal catione per formare l'alchene.

## Monoterpeni biciclici
Il geranil pirofosfato può anche subire due reazioni sequenziali di ciclizzazione per formare monoterpeni biciclici, come il pinene, che è il principale componente della resina di pino.